# 이그날리나구

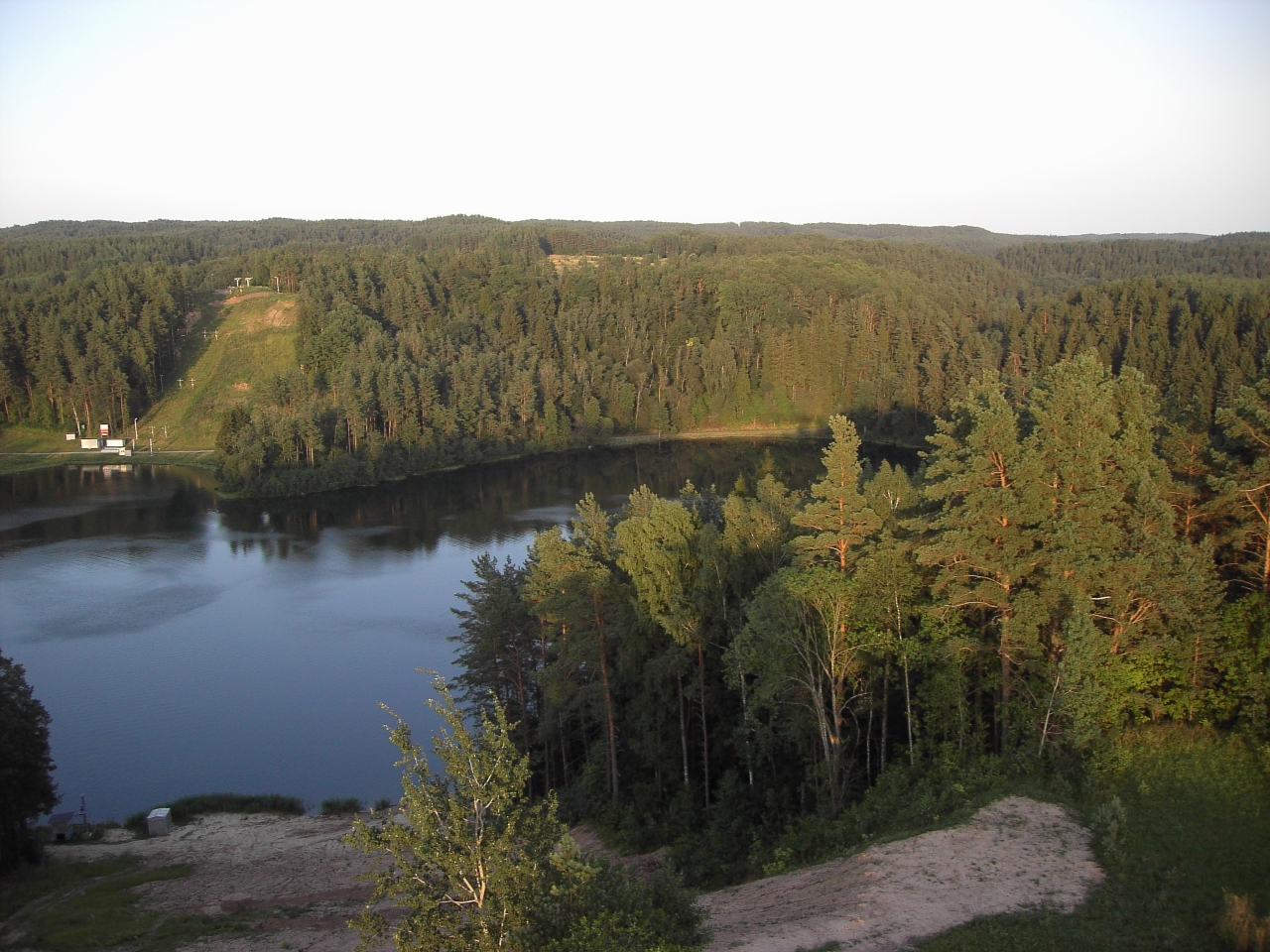
이그날리나구에 위치한 잘랴시스호

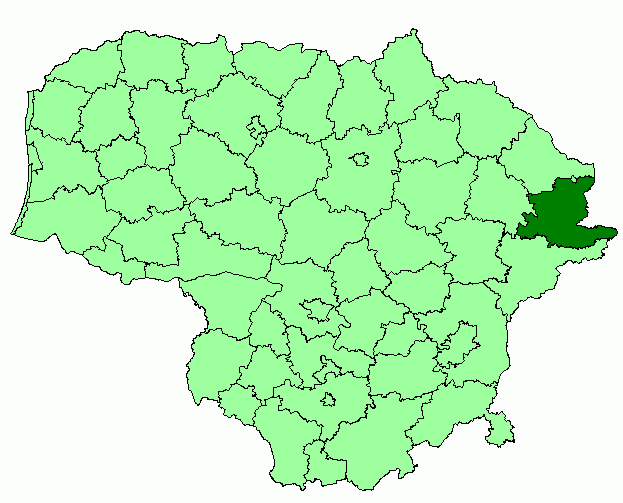
이그날리나구의 위치

이그날리나구(리투아니아어: Ignalinos rajono savivaldybė)는 리투아니아 우테나주를 구성하는 6개 지방 자치체 가운데 하나로 행정 중심지는 이그날리나이며 면적은 1,441km2, 인구는 16,806명(2015년 기준), 인구 밀도는 11.7명/km2이다. 12개 장로구를 관할한다. 우테나주 자라사이구, 비사기나스시, 우테나구, 파네베지스주 로키슈키스구, 빌뉴스주 슈벤초니스구와 접하며 동쪽으로는 벨라루스와 국경을 접한다.

지방 자치체 문장